# Simonetta Agnello Hornby
Simonetta Agnello Hornby (Palermo, 1945) es una abogada y novelista italiana, residente en el Reino Unido, cuya nacionalidad también ostenta. Varias de sus novelas, escritas siempre en italiano, han sido traducidas a numerosos idiomas y han sido best sellers internacionales.

## Biografía
Simonetta Agnello nació en Palermo en el seno de una familia aristocrática y se crio en Sicilia, hasta que en 1965 obtuvo una beca Fulbright, con la que inició estudios de Derecho en la Universidad de Kansas, concluyéndolos en el Reino Unido, donde se especializó como abogada en materia de menores y violencia doméstica.
Desde 1972 reside en Londres, donde  fundó en 1979 un bufete de abogados en el barrio de Brixton, especializado en defender a las comunidades musulmana y africana, que fue también el primer despacho en tener una sección especializada en violencia intrafamiliar. Ha sido profesora de Derecho de menores en la Universidad de Leicester y durante ocho años presidió a tiempo parcial el Special Educational Needs and Disability Tribunal, un tribunal que conoce de las apelaciones contra las decisiones administrativas de las autoridades educativas locales sobre chicos con necesidades educativas especiales. Desde 2012 colabora con la Global Foundation for the Elimination of Domestic Violence.
Agnello debutó como novelista en 2002 con La Mennulara (una palabra siciliana para "recolectora de almendras"), que fue traducida a 19 lenguas. Desde entonces ha publicado, siempre en italiano, al menos otras once novelas, en su mayoría ambientadas en su Sicilia natal, así como textos autobiográficos y libros de cocina. En 2019 ha publicado una nueva versión de La Mennulara, incluyendo algunos capítulos omitidos en la edición original.
Simonetta Agnello está casada con el ciudadano británico Martin Hornby y tiene dos hijos. Uno de ellos, George, sufre esclerosis múltiple. Con él protagonizó en 2013 el docu-reality Io & George, emitido en seis capítulos por Rai 3, que representa un viaje de Londres a Sicilia, con el objetivo de sensibilizar sobre las personas con discapacidades.

## Obras traducidas al español
- La Mennulara, Tusquets, 2003
- La tía marquesa, Tusquets, 2006
- Boca sellada, Tusquets, 2008
- Entre la bruma, Tusquets, 2010
- La monja y el capitán, Tusquets, 2012
- El veneno de las adelfas, Tusquets, 2014
- Mi Londres, Gatopardo ediciones, 2015
- Unas gotas de aceite, Gatopardo ediciones, 2016
- Café amargo, Tusquets, 2017
- Palermo es mi ciudad, Gatopardo ediciones, 2018
- Planta noble, Tusquets, 2022
- Punto de realce, Tusquets, 2023